# جون فيرتشايلد
جون فيرتشايلد (بالإنجليزية: John Fairchild)‏ مواليد 28 أبريل 1943 في إنسينيتاس، هو لاعب كرة سلة أمريكي سابق. بدأ مسيرته الاحترافية في سنة 1965. تم اختياره من قبل فريق لوس أنجلوس ليكرز خلال الدرافت. يبلغ طوله 6 قدم 8 بوصة (2.0 م). اعتزل اللعب في 1970.

## المسيرة الاحترافية
لعب مع لوس أنجلوس ليكرز في موسم 1965–1966، ثم لعب مع دنفر ناغتس في موسم 1968–69 ، ثم لعب مع إنديانا بايسرز من 1968 إلى 1970.

## روابط خارجية
- جون فيرتشايلد على موقع إن بي أي (الإنجليزية)
- جون فيرتشايلد على موقع سبورتس رفرنس (الإنجليزية)
- جون فيرتشايلد على موقع كلية كرة السلة في سبورتس رفرنس.كوم (الإنجليزية)
- جون فيرتشايلد على موقع ريلجم (الإنجليزية)
- جون فيرتشايلد على موقع بروبوليرز (الإنجليزية)